# Костёр ржаной
Костёр ржаной (лат. Bromus secalinus) — вид травянистых растений рода Костёр (Bromus) семейства Злаки (Poaceae).

## Ботаническое описание
Однолетние или двулетние травянистые растения. Стебли в числе нескольких или одиночные, вместе с веточками соцветия и колосками голые, прямостоячие, реже при основании восходящие, 35—100 см высотой и 1,5—4 мм толщиной. Листья 3—7 мм шириной, на верхней стороне обыкновенно негусто покрытые волосками, снизу же, а равно и влагалища, голые. Язычок 1—2 мм длиной, нередко разорванный.
Метёлка неширокая, с косо вверх направленными шероховатыми ветвями, вначале прямая, при плодах несколько наклонённая, 8—17 см длиной и 3—6 см шириной. Колоски продолговато-яйцевидные или яйцевидно-ланцетовидные, к верхушке суженные, светло-зелёные, 5—15-цветковые, 15—25 мм длиной и 5—9 мм шириной. Колосковые чешуйки голые, по краям плёнчатые; нижняя — яйцевидная, коротко-заострённая, с 3—5 жилками, на ⅓ короче широкояйцевидной и туповатой, 7—9-жилковой верхней чешуйки, которая 5—6,5 мм длиной. Наружная прицветная чешуйка голая, широкоэллиптическая, на верхушке с 2 короткими и тупыми зубчиками, с 7—9 жилками, 7—8 мм длиной и 5 мм шириной, с короткой шероховатой остью 2—4 мм длиной, внутренняя прицветная чешуйка линейно-продолговатая; почти одинаковой длины с наружной, но вдвое уже. Пыльники линейные, 2,5—3 мм длиной. Зерновка бурая, продолговато-овальная, около 7 мм длиной и 2,5 мм шириной. 2n=28.

## Распространение и экология
Евразия. Встречается как сорное растение на полях, у дорог, в населённых пунктах.

## Синонимы
- Avena secalina (L.) Salisb.
- Bromus badensis C.C.Gmel.
- Bromus brevisetus Dumort.
- Bromus decipiens (Bomble & H.Scholz) Landolt
- Bromus ehrhartii Gaudin
- Bromus elongatus Gaudin
- Bromus hordeaceus C.C.Gmel.
- Bromus hybridus Schur
- Bromus multiflorus Sm.
- Bromus mutabilis F.W.Schultz
- Bromus polymorphus Scop.
- Bromus segetalis A.Braun
- Bromus submuticus Steud.
- Bromus vitiosus Weigel
- Forasaccus secalinus (L.) Bubani
- Serrafalcus divaricatus Dulac
- Serrafalcus gmelinii Rouy
- Serrafalcus secalinus (L.) Bab.

и другие.